# Laurent Impeduglia
Laurent Impeduglia, né le 13 août 1974 à Liège, est un peintre, auteur de bande dessinée et enseignant belge francophone.

## Biographie
Laurent Impeduglia naît le 13 août 1974 à Liège.
Il étudie la peinture à l’Académie royale des beaux-arts de Liège d'où il sort diplômé. Dessinateur au sein du collectif liégeois Mycose – qui publie au début des années 2000 des fanzines alternatifs –, il oriente son parcours à partir de 2005 vers la peinture, sans pour autant abandonner le dessin.
Tout jeune artiste, il n’hésite pas à s’attaquer frontalement au marché de l'art avec In Gold We Trust. C'est un artiste polymorphe. 
Il développe, en faux héritier gaucher de James Ensor, une œuvre en perpétuelle mutation où la dérision permet d’ échapper sans cesse à la gravité d’un monde parfois vide de sens. Influencé par la bande dessinée, les comics et le street art, Impeduglia revisite les genres populaires pour dresser le portrait d’une société contemporaine vide de sens parce que croulant, selon lui, sous le chaos médiatique et le fétichisme de la marchandise. Selon Vincent Delaury qui écrit dans Le Journal des arts : « Cet univers brut, à l’esthétique train fantôme, n’est pas sans rappeler les mondes grouillants de Damien Deroubaix et Fabien Verschaere. »
Reconnu sur la scène internationale, il développe une œuvre qualifiée par Alain Delaunois lors de l’exposition Voyages au centre de la terre en 2015 : « furieusement nourrie de couleurs vives et de lettrages explosifs, manipulant une forte charge iconoclastique et de solides cartouches d'humour burlesque pour mieux faire sauter quelques valeurs sociétales – qu’on pourrait dans un monde global identifier à l’art, l’argent, le travail, les religions et croyances de tout ordre ». L’œuvre d’Impeduglia joue également avec les références culturelles de sa génération qui connaît le développement commercial des consoles de jeux vidéo.

### Out Of This World
La toile intitulée Out Of This World est réalisée par l’artiste en 2018-2019 et elle est acquise par la Ville de Liège auprès de l’artiste en 2020. Elle surprend le spectateur par ses grandes dimensions 276 × 190 cm, ses couleurs flamboyantes posées en aplats, et l’envahissement de tout l’espace pictural par une multitude d’éléments identifiant l’univers de l’artiste. Le titre évoque un jeu vidéo interactif d’aventure et d’action, aujourd’hui devenu culte, qui fit les beaux jours des consoles de jeux dans les années 1990. Il porte en Amérique du Nord le titre de Out Of This World, mais a été popularisé en Europe sous le nom de Another World.
Selon Alain Delaunois, attaché scientifique du musée La Boverie : « Impeduglia ne s’inscrit dans aucune école artistique particulière, et le titre de cette peinture peut résonner comme une sorte de manifeste personnel. Mais on trouve néanmoins dans son travail des références à l'art urbain américain et à la peinture néo-figurative allemande de la fin du XXe siècle, ainsi qu’à des artistes belges contemporains tels Walter Swennen et Jacques Lizène, voire, plus lointainement, James Ensor ou Jérôme Bosch. »
Le monde pictural d’Impeduglia ne révèle aucune valeur dominante. L’artiste y entremêle sans distinction hiérarchique des formes imaginaires ou construites, architecturées frontalement, en pratiquant parfois la perspective isométrique. Plongeant ses pinceaux dans l’univers cathodique, il fait ricocher très librement les personnages popularisés par des jeux vidéos, dessins animés et bandes dessinées : Goldorak, Popeye, Donald Duck, King Kong, Saint-Nicolas, des nains de Blanche-Neige, ou La Panthère rose.
En 2016, il est lauréat du prix ART de la ville de Strasbourg,,.
Depuis 1999, il est invité à exposer ses œuvres à l’international, dans de nombreuses galeries, centres d’art et salons d’art contemporain en Europe, Amérique du Nord et du Sud ainsi qu’en Asie.
Comme auteur de bande dessinée, il contribue régulièrement à Mon lapin quotidien, une publication de L'Association.
Il est professeur de dessin aux Beaux-Arts de Liège - École supérieure des Arts.

### Vie privée
Il vit et travaille à Liège.

## Œuvre

### Artbooks
- Bora Bora, Bongoût, coll. « Artist Zine De Luxe », Berlin, 2009
Scénario et dessin : Laurent Impeduglia -  (ISBN 978-3-940907-06-6)
- Holy Mountain, Café Royal Books, Great Britain, 2012
Scénario et dessin : Laurent Impeduglia,(OCLC 874926724).
- Bastardo, Le Dernier Cri, Marseille, 2013
Scénario, dessin et couleurs : Laurent Impeduglia,(OCLC 1274230030).

### Fanzines
- Bang bang, Bongoût, Berlin, 2002
Scénario et dessin : Laurent Impeduglia,Tirage : 144 ex., (OCLC 1392134756).
- I'm a very stupid man, Mycose Comix Factory, Liège, 2003
Scénario et dessin : Laurent Impeduglia - Couleurs : noir et blanc,(OCLC 1400722366).
- Casey Gold and Silver Smith shop, Mycose Comix Factory, Liège, 2004
Scénario et dessin : Laurent Impeduglia - Couleurs : noir et blanc,(OCLC 1400752973).
- Outsider cycle, Le Dernier Cri, Marseille, 2004
Scénario, dessin et couleurs : Laurent Impeduglia,Tirage : 450 ex., (OCLC 762238502).
- Mycose Chalet[11], Mycose, avril 2005
Scénario : collectif - Dessin : collectif dont Laurent Impeduglia - Couleurs : noir et blanc
- Antonin Artaud chez les moines, Re:Surgo!, Berlin, 2013
Scénario et dessin : Laurent Impeduglia,Tirage : 125 ex., (OCLC 1392135514).
- Amazing paranoiac ! stories, Le Dernier Cri, Marseille, 2019
Scénario, dessin et couleurs : Laurent Impeduglia,Tirage : 200 ex., (OCLC 1335406188).

### Expositions

#### Expositions individuelles
- Robocon, Galerie Ritsch-Fisch, Strasbourg du 10 janvier au 3 mars 2013[4] :
- Out Of This World, Galerie Triangle bleu, Stavelot, du 22 juillet au 23 septembre 2018 ;
- Galerie Delphine Courtay, Strasbourg, 7 septembre au 6 octobre 2019[6] ;
- Dancing in the dark[12],[5], Galerie Triangle bleu, Stavelot, du 14 novembre 2021 au 9 janvier 2022 ;
- Finders Keepers[13], Espace 251 Nord, Liège du 19 avril au 28 septembre 2025.

#### Expositions collectives
- No remorse[14], artistes du collectif Mycose : Gentiane Angeli, "Mon Colonel" (Éric Bosley Aka), Francesco Defourny, Gof, Laurent Impeduglia, Aurélie William Levaux, Alice Lorenzi, Benjamin Monti, Philippe Durant, P’tit Marc et Manuel, Centre d'art contemporain La Châtaigneraie, Flémalle, juillet 2010.
- Zoo[15],[16], Mima, Molenbeek-Saint-Jean, du 31 janvier 2020 au 3 janvier 2021.

### Catalogues d'expositions
- Julie Hanique (trad. Bernard Hauffman), Laurent Impeduglia 2008-2012, Flémalle, Centre wallon d'art contemporain "La Châtaigneraie", 2012, 67 p., ill. ; 17 cm (OCLC 1400896147)
- Laurent Impeduglia - Robocon, Ritsch-Fisch, Strasbourg, 2013  (ISBN 9791092007015),catalogue publié à l'occasion de l'exposition "Laurent Impeduglia" du 10 janvier au 3 mars 2013.

### Collections publiques
- Musée de La Boverie, Liège
- Millennium Iconoclast Museum of Art, Molenbeek-Saint-Jean[17]
- Collection de la province de Liège[2]
- Art is money[18], Acrylique sur toile, 138 × 134 cm, Space collection (2003), Liège
- Bad investment[19], Acrylique sur céramique, 31,5 × 28,5 × 17 cm, Space collection (2015), Liège
- Musée du petit format
- Artothèque Strasbourg.

## Prix et récompenses
- 2008 : prix Louise De Hem[20], destiné à un artiste plasticien ressortissant d’un pays de la Communauté européenne ou domicilié en Belgique, sorti depuis moins de dix ans d’une école des beaux-arts ou académie et ayant exposé publiquement depuis, dont les œuvres – de préférence de tendance figurative – révèlent un engagement artistique ;
- 2011 : prix de la création, Galerie les Drapiers, Liège[10] ;
- 2015 : prix de la commission des arts de Wallonie, La Louvière[10] ;
- 2016 :  prix de la Ville de Strasbourg à ST-ART[6],[7],[8],[21].

#### Périodiques
- Laurent Impeduglia (interviewé par Dominique Legrand), « La nef des fous selon Laurent Impeduglia », Flux News, no 80,‎ octobre, novembre, décembre 2019 (lire en ligne, consulté le 1er juin 2024).

#### Articles
- S.H., « Laurent Impeduglia et ses ironies », Dernières Nouvelles d'Alsace,‎ 19 janvier 2013 (lire en ligne , consulté le 1er juin 2024).
- « Le paradis artificiel de Laurent Impeduglia », L'Avenir,‎ 6 octobre 2015 (lire en ligne , consulté le 1er juin 2024).
- Gwennaëlle Gribaumont, « Maître de la couleur, Laurent Impeduglia construit des territoires de motifs naïfs dans lesquels se superposent les récits », La Libre Belgique,‎ 16 décembre 2021 (lire en ligne , consulté le 1er juin 2024).

### Émissions de télévision
- "Finders Keepers" de Laurent Impeduglia à l'Espace 251 Nord sur Qu4tre Liège Média, présentation : Françoise Bonivert (2 min 22 s), 7 mai 2025.

### Vidéographie
- [vidéo] « Quand l’art anthropomorphique s’invite au MIMA... Rencontre avec Laurent Impeduglia - Art Interview », sur YouTube, 6 min 11 s, le 20 novembre 2020.